# Большое Раково
Большое Раково — село в Кетовском районе Курганской области. Административный центр Раковского сельсовета.

## История
До 1917 года входила в состав Михаило-Архангельской волости Курганского уезда Тобольской губернии. По данным на 1926 год деревня Больше-Ракова состояла из 145 хозяйств. В административном отношении являлась центром Раковского сельсовета Утятского района Курганского округа Уральской области.

## Население
| 1989 | 2002 | 2010 |
| ---- | ---- | ---- |
| 590  | ↘537 | ↘447 |

По данным переписи 1926 года в деревне проживало 648 человек (302 мужчины и 346 женщин), в том числе: русские составляли 100 % населения.